# Mangan(II) nitrat
Mangan(II) nitrat là một hợp chất vô cơ với công thức hóa học Mn(NO3)2(H2O)n. Các cation Mn2+ và hai anion NO3− kết hợp với nhau, kèm với một số phân tử nước. Phổ biến nhất là tinh thể ngậm 4 nước Mn(NO3)2·4H2O, nhưng muối ngậm 1, 3, 6 nước và muối khan cũng được biết đến. Các muối này là tiền chất để thuận lợi điều chế các oxit của mangan.

## Tính chất
Mangan(II) nitrat là một chất rắn màu hồng nhạt hòa tan trong nước. Nó phân hủy từ nhiệt độ 140 ℃. Mangan ở chất này có trạng thái oxy hóa +2. Tùy thuộc vào phương pháp điều chế và nhiệt độ, muối tạo thành ngậm 1, 3 hoặc 6 nước. Giống như nhiều nitrat khác, nó là một chất oxy hóa và có tác dụng bắt lửa.

## Điều chế – phản ứng – ứng dụng
Mangan(II) nitrat được điều chế bằng cách hòa tan mangan(II) oxit hoặc mangan(II) hydroxide trong axit nitric:
MnO + 2HNO3  →  Mn(NO3)2 + H2O
Nó cũng có thể được điều chế từ phản ứng giữa mangan(IV) oxit với nitơ dioxide:
MnO2 + 2NO2  →  Mn(NO3)2
Khi nung nóng ở 300 ℃, dung dịch mangan(II) nitrat phân hủy thành MnO2 và NO2.
Mangan(II) nitrat là tiền chất để điều chế mangan(II) cacbonat được sử dụng trong phân bón và như một chất tạo màu. Ưu điểm của phương pháp này là sử dụng amonia và carbon dioxide, do đó sản phẩm phụ amoni nitrat cũng có ích như một phân bón.

## Hợp chất khác
Mn(NO3)2 còn tạo ra một số hợp chất với NH3, như Mn(NO3)2·6NH3 là tinh thể màu nâu rất sáng hay Mn(NO3)2·9NH3 là chất rắn màu trắng.
Mn(NO3)2 còn tạo ra một số hợp chất với N2H4, như Mn(NO3)2·2N2H4 hay Mn(NO3)2·3N2H4 đều là tinh thể lục giác không màu.
Mn(NO3)2 còn tạo một số hợp chất với CO(NH2)2, như Mn(NO3)2·2CO(NH2)2·4H2O, Mn(NO3)2·3CO(NH2)2·3H2O, Mn(NO3)2·4CO(NH2)2·nH2O (n = 0 hoặc 2) đều là tinh thể màu hồng nhạt.
Mn(NO3)2 còn tạo một số hợp chất với CON3H5, như Mn(NO3)2·2CON3H5 là chất rắn màu trắng hay Mn(NO3)2·3CON3H5 là chất rắn màu tím nhạt.
Mn(NO3)2 còn tạo một số hợp chất với CS(NH2)2, như Mn(NO3)2·2CS(NH2)2 là tinh thể màu lục nhạt.